# Louis Ignace Marthod
Louis Ignace Marthod est un officier du Premier Empire, né le 7 novembre 1771 à Chambéry et mort le 5 octobre 1812 à Kalouga en Russie, major du régiment des dragons de la Garde impériale. Il participe aux guerres de la Révolution, et se distingue en Italie et en Égypte. Très brave, nommé major des dragons de la Garde sous l'Empire, il est grièvement blessé et fait prisonnier en Russie lors d'une embuscade, et succombe à ses blessures.

## Biographie

### Sous la Révolution et le Consulat

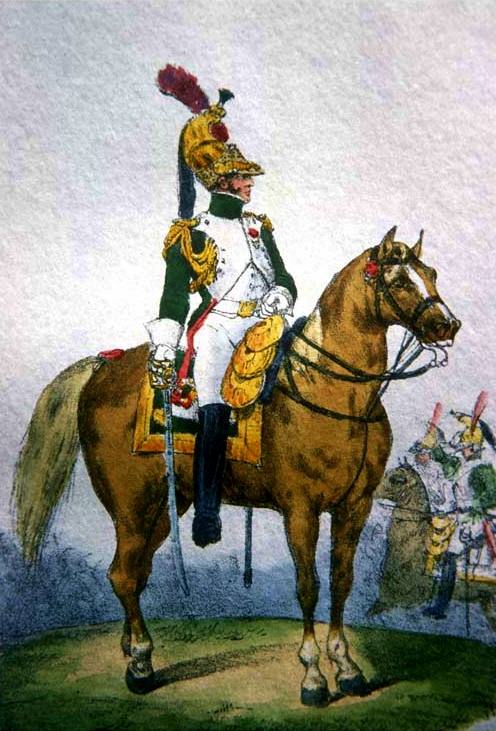
Officier des dragons de la Garde impériale, par Carle Vernet. Marthod sert dans ce corps durant cinq années, dont trois comme colonel-major.

Louis Ignace Marthod naît à Chambéry le 7 novembre 1771. Sa carrière militaire commence lorsqu'il s'engage en 1792 dans la légion des Allobroges, avec laquelle il fait campagne jusqu'en 1793. Il est alors nommé lieutenant au 15e régiment de dragons. Passé sur le théâtre d'Italie en 1796, il s'y fait particulièrement remarquer le 10 septembre de la même année, près de Vicence. Avec son seul peloton, il met en déroute un escadron de hussards autrichiens, s'empare des ponts à proximité et participe à la capture de 7 à 800 adversaires. Ce fait d'armes et sa bravoure lors de la bataille d'Arcole lui valent sa promotion au grade de capitaine le 15 mars 1797. L'année suivante, il part faire la campagne d'Égypte, où il se signale à Redesir. Chef d'escadron en février 1803, il reste à l'écart des premières campagnes de l'Empire.

### Major des dragons de la Garde impériale
C'est le 8 juillet 1807 que Marthod intègre le prestigieux régiment des dragons de la Garde impériale. En 1808, il guerroie dans la péninsule espagnole et reçoit ses galons de major de son régiment le 5 juin 1809. 
La campagne de Russie débute en 1812. Marthod y participe en sa qualité de commandant en second des dragons de la Garde. Le 25 septembre, alors que l'armée française est à Moscou, il est chargé de mener une reconnaissance aux abords de la ville. Arrivé près de Bourzowo, il se heurte à un parti de cosaques qu'il met en déroute, culbute ensuite un régiment de cuirassiers. Cependant, les Russes affluent, et ce sont bientôt 4 000 adversaires qui encerclent Marthod. Les dragons de la Garde sont tombés dans une embuscade. Tant bien que mal, les dragons tiennent, « se défendent avec une rare vigueur » et se fraient un passage dans les rangs ennemis. Marthod est moins chanceux : blessé à de multiples reprises, dont deux coups de sabre à la cuisse gauche, il est fait prisonnier ainsi qu'une vingtaine de ses hommes. Il succombe à ses blessures en captivité à Kalouga, le 5 octobre 1812.

## Distinctions
Officier de la Légion d'honneur le 16 novembre 1808, il se voit conférer le titre de baron de l’Empire le 15 mars 1810.